# Srednja Gora
Srednja Gora is een plaats in de gemeente Udbina in de Kroatische provincie Lika-Senj. De plaats telt 27 inwoners (2001).